# شهرستان خراب المراشی
ناحیهٔ خراب المراشی (به عربی: مدیریة خراب المراشی) یک ناحیه در یمن است که در استان جوف واقع شده‌است.
ناحیهٔ خراب المراشی ۶۳٬۵۳۲ نفر جمعیت دارد.